# Utique
Utique (arabe : أوتيك) est un site archéologique localisé à l'emplacement d'une ancienne cité portuaire fondée par les Phéniciens dans l'Antiquité. Il est situé dans le nord de l'actuelle Tunisie, à une trentaine de kilomètres au nord-ouest de Carthage, dans le gouvernorat de Bizerte.

## Géographie
Utique est situé dans le gouvernorat de Bizerte et constitue le plus grand site archéologique de cette région. La délégation d'Utique qui l'abrite se situe au sud-est du gouvernorat. À proximité se trouve le village de Henchir Bou Chateur. Ce territoire se caractérise, pendant l'Antiquité, par la présence de la mer Méditerranée qui arrivait jusqu'aux ruines actuelles avant que les alluvions de la Medjerda ne l'isolent à l'intérieur des terres.
Actuellement, le site se trouve à une trentaine de kilomètres de Tunis et une vingtaine de kilomètres de Bizerte, à proximité de quatre villes abritant d'autres sites historiques :
- Zana : village situé à deux kilomètres du site et doté de quelques monuments importants ;
- Ghar El Melh : ville située sur un étroit ruban de terre entre la montagne et la mer et accueillant plusieurs forteresses ;
- El Alia : ville qui abrite des monuments de style andalou ;
- Metline : ville côtière de style andalou.

## Histoire

### Cité punique puis romaine
Utique est réputée comme l'une des plus anciennes villes de la Méditerranée occidentale. Selon Pline l'Ancien, la ville est fondée en 1101 av. J.-C. par les Phéniciens. Cette cité-État se forme par nécessité commerciale : elle est l'un des comptoirs commerciaux indispensables dans les voyages entre Tyr et Cadix. Cette ville dont l'antériorité (plus de trois siècles) par rapport à Carthage est admise par plusieurs auteurs, disposait d'une indépendance vis-à-vis de Tyr, se contentant de lui envoyer tous les ans un tribut d'usage. Toutefois, les fouilles archéologiques n'ont pas confirmé cette antériorité, aucun vestige archéologique antérieur au VIIIe siècle av. J.-C. n'a été découvert. Au Ve siècle av. J.-C., Utique tombe sous la domination carthaginoise.
Cette cité est d'abord alliée à Carthage pour combattre les Grecs de Sicile puis les Romains, notamment en 203 av. J.-C. pendant la bataille d'Utique. Puis elle s'allie à Rome lors de la troisième guerre punique. Lorsque Carthage, sa voisine, tombe aux mains des Romains, elle est récompensée de sa fidélité et figure parmi les sept villes d'institutions phéniciennes dites libres et immunes.
Elle est alors érigée en capitale de la province romaine d'Afrique et reçoit une large portion du territoire de Carthage. Elle est déclassée à l'avantage de Carthage dès l'avènement de l'empire romain.
À partir de 49 av. J.-C., elle se trouve prise dans la tourmente de la guerre civile qui oppose Césariens et Pompéiens et devient le point de ralliement des partisans de Pompée. Elle voit Caton, partisan de Pompée, se donner la mort en 46 av. J.-C., après la défaite de Thapsus, pour échapper à César. Vers 36 av. J.-C., la cité reçoit des droits municipaux sous Octave (futur empereur Auguste) et prend le nom de Municipum Julium Uticense. Enfin, elle est ensuite promue au rang de colonie romaine sous Hadrien et devient Colonia Iulia Aelia Hadriana Augusta Utica.

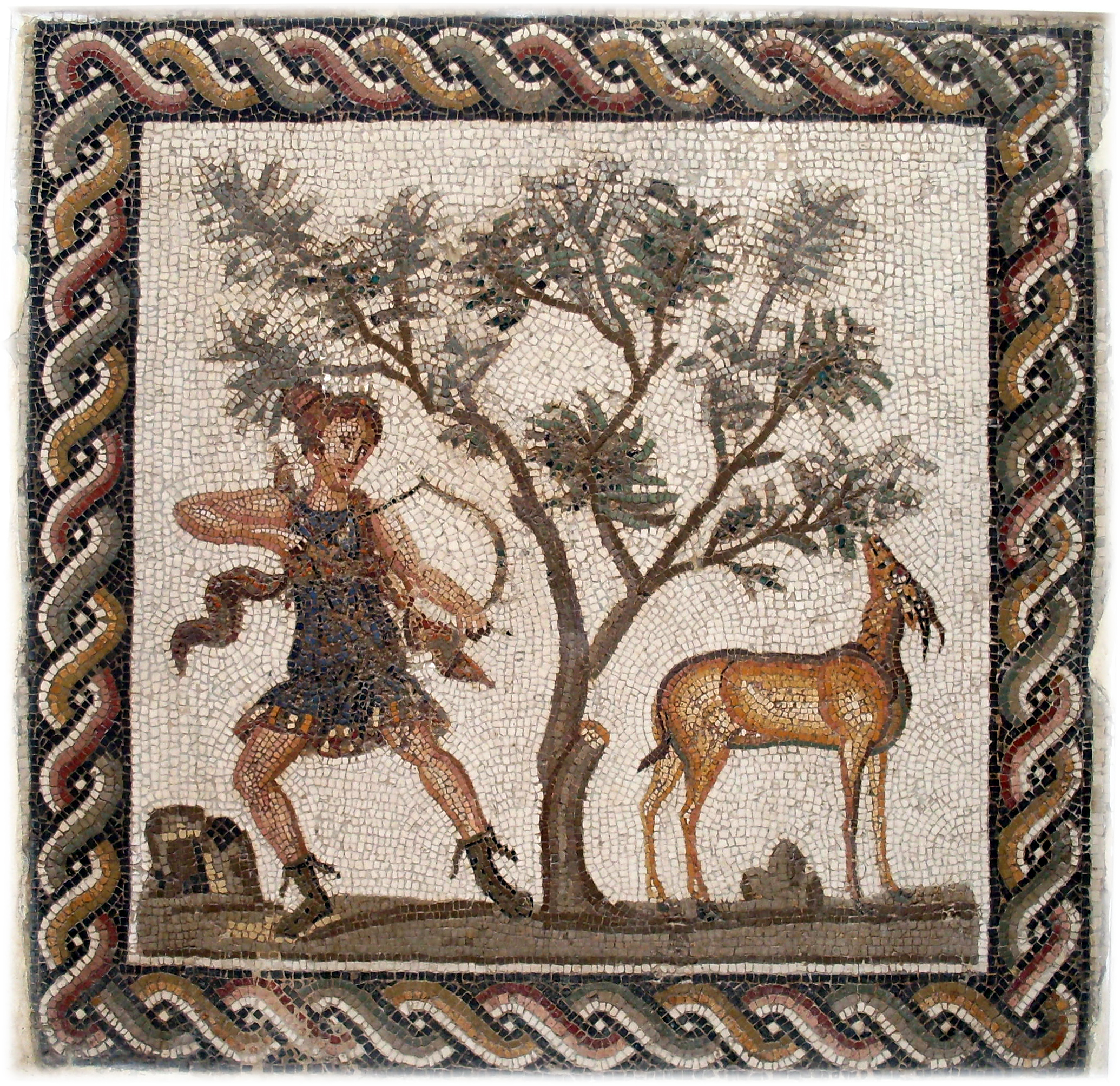
Mosaïque d'Utique exposée au musée national du Bardo.

### Vers l'abandon
Vers le milieu du IIIe siècle, la présence du christianisme est attestée à Utique par la participation de son évêque, Aurélius, au concile de Carthage du 1er septembre 256. En 252, un certain nombre de martyrs y sont exécutés à un endroit nommé Massa Candida (masse blanche) où une basilique sera élevée plus tard. La cité est prise par les Vandales, commandés par Genséric, en 439 et reprise par les Byzantins en 534. Elle connaît alors l'ensablement de son port qui engendre son déclin progressif. Les alluvions de la Medjerda comblent en effet le golfe d'Utique et rejettent le vieux port loin de la mer si bien que le site est aujourd'hui à une dizaine de kilomètres du rivage.

### Fouilles archéologiques
Au cours du XIXe siècle, des fouilles sont entreprises par des fouilleurs dont C. Borgia, Auguste Daux, N. Davis et I. Hérisson dans le but de récupérer des objets archéologiques pour le musée du Louvre, le British Museum et un musée de Leyde.
Dès le XXe siècle, des fouilles plus méthodiques sont entreprises par Pierre Cintas, Alexandre Lézine et Paul-Albert Février. D'autres fouilles plus récentes sont dirigées par une équipe tuniso-anglaise et l'Institut national du patrimoine.

## Éléments du site
En plus des nécropoles puniques particulièrement bien conservées, la ville d'Utique, qualifiée de « splendide » selon une inscription retrouvée à Dougga, comporte tous les éléments archéologiques d'une colonie romaine : amphithéâtre, cirque, théâtres, thermes, citernes, aqueducs, forum, temples, habitation, etc.

### Vestiges puniques

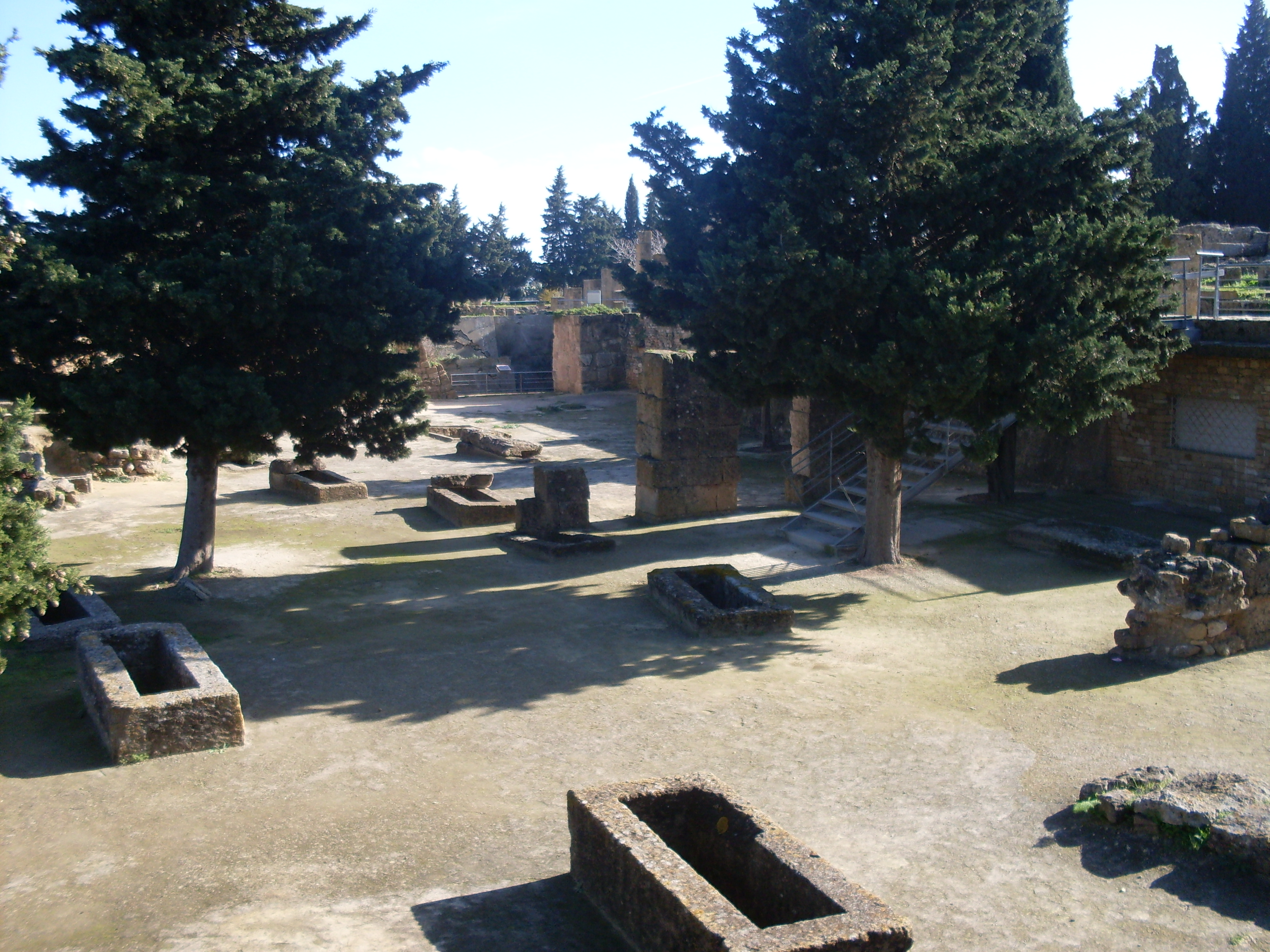
Nécropole punique d'Utique.

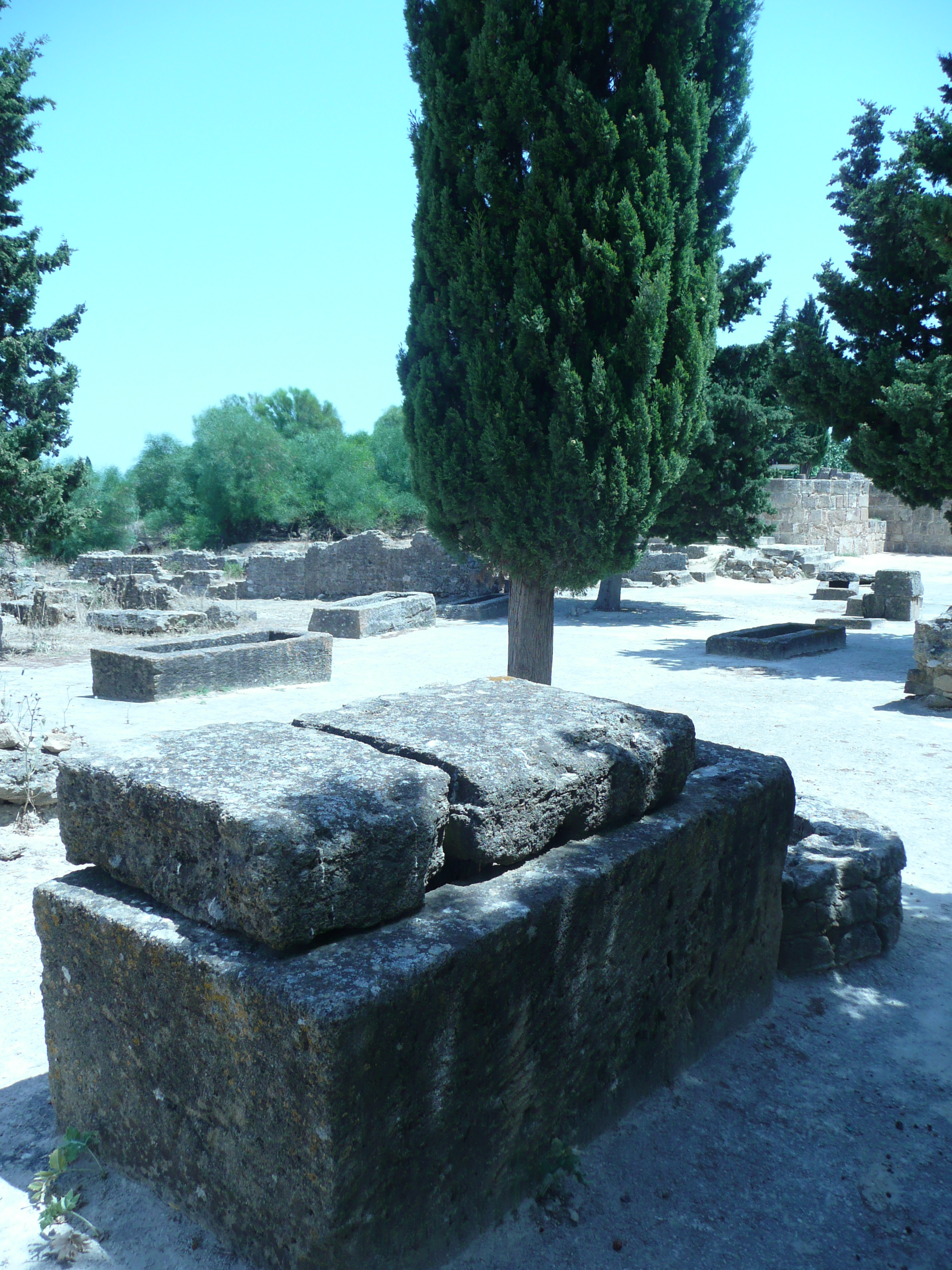
Tombe punique.

Fouillées principalement par l'abbé Moulard (1923-1925) et Pierre Cintas (1948-1958) puis, en 1990, par Fethi Chelbi, les nécropoles datent du XIIe siècle av. J.-C. au IIe siècle av. J.-C.. Plusieurs types de tombeaux ont été retrouvés sur le site : des fosses creusées dans le tuf, des sarcophages monolithes bien visibles sur le site (taillés dans un seul bloc rocheux et fermé par un couvercle de même nature), un sarcophage en briques crues séchées au soleil et comportant encore le squelette d'une jeune fille (conservé sur place et protégé dans une petite pièce).
Dans la nécropole la plus récente se trouvent des petits coffres en calcaire avec un couvert en toit à double pente ; ces coffres contenant les cendres du défunt étaient placés au fond de niches creusées dans la terre.
L'habitat, observé au-dessous des niveaux romains, comporte des murs en briques crues posées sur des soubassements en moellons ; le sol est recouvert en pavimenta punica (chaux, tuileau et éclats de calcaire). Un autre type d'habitat, construit en blocs de grès d'El Haouaria et recouvert d'un stuc, a été découvert au niveau de la maison dite « des chapiteaux historiés ».
Les citernes, recouvertes d'un enduit étanche, étaient couvertes de plusieurs amphores cylindriques alignées et disposées en bâtière.

### Vestiges romains

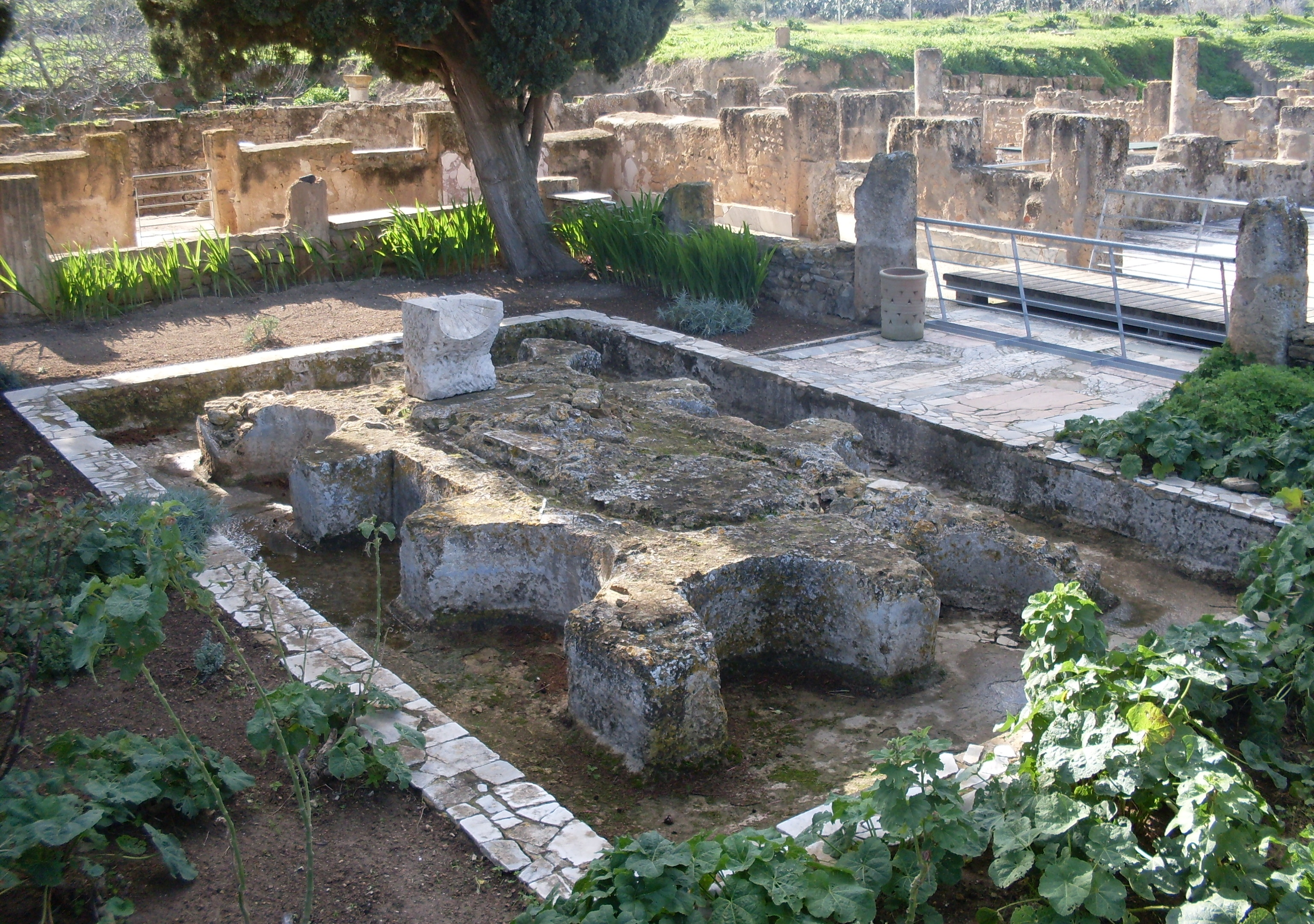
Fontaine en « tortues ».

Les habitations de l'époque romaine qui sont ouvertes au public sont situées dans le quartier nord-est du site. Elles ont été dégagées entre 1948 et 1958 et suivent la classique cadastration romaine est - ouest et nord - sud (decumanus et cardo).
La maison dite « de la cascade », l'une des plus grandes et des plus riches habitations du site, est accessible par une porte à deux battants donnant sur un vestibule et conduisant vers plusieurs couloirs. Le couloir central abrite un bassin rectangulaire pavé d'une mosaïque représentant plusieurs espèces de poissons et duquel émergent deux piliers en marbre supportant une vasque. Deux couloirs latéraux conduisent à un péristyle pavé d'une mosaïque encadrant un viridarium centré autour d'un bassin découpé en huit niches semi-circulaires et deux niches rectangulaires. Le péristyle s'ouvre sur un triclinium pavé en opus sectile réalisé en marbre jaune de Chemtou et vert d'Eubée. De part et d'autre du triclinium, deux salles pavées de mosaïques polychromes accueillent des jardinets avec des fontaines, dont l'une sous forme d'une cascade — d'où le nom de la maison — avec un bassin pavé d'une mosaïque représentant une scène de pêche au filet. Dans les angles septentrionaux et méridionaux de la maison se trouvent respectivement la remise du char et l'écurie à chevaux, avec des mangeoires creusées dans la pierre.

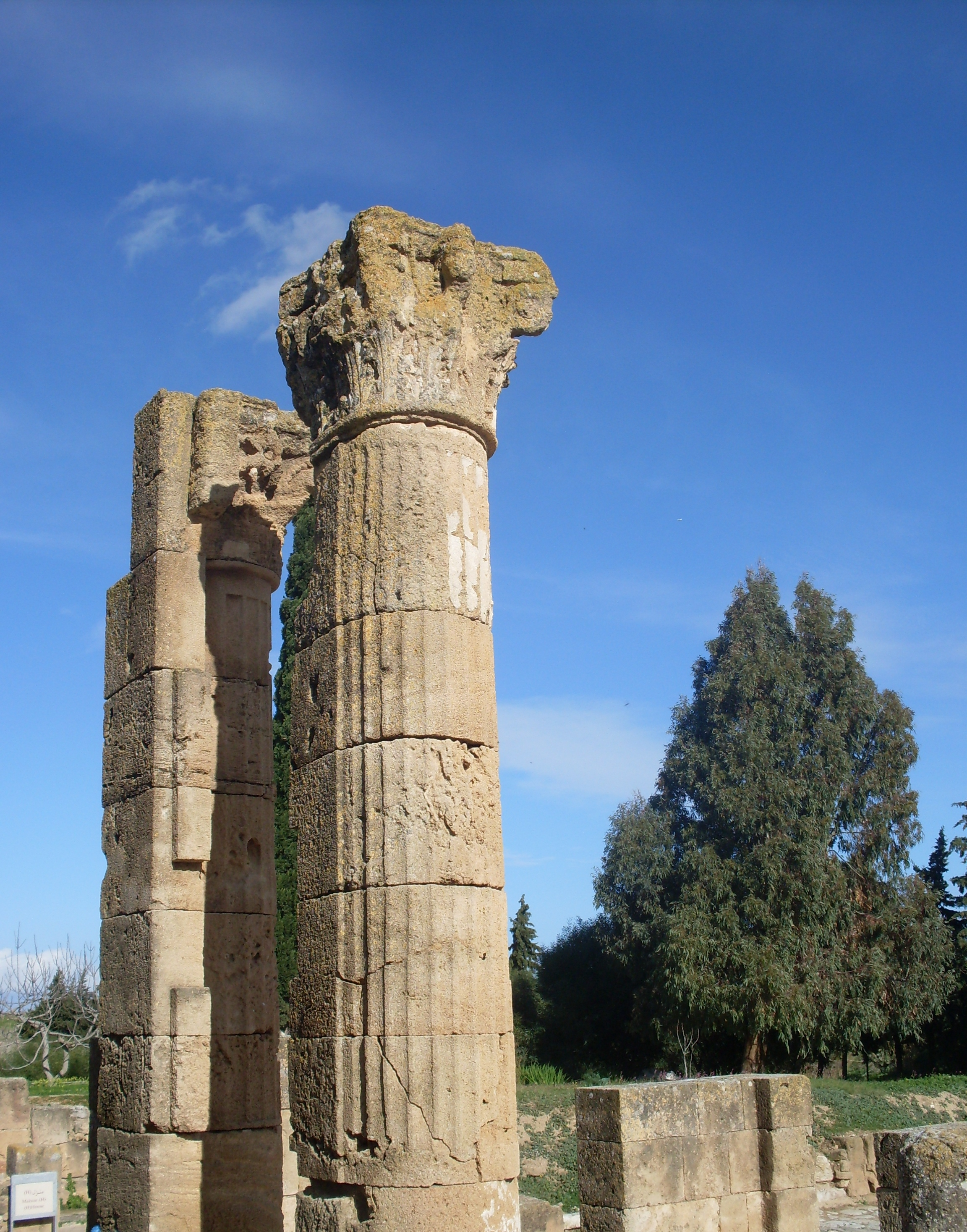
Chapiteaux historiés.

La maison dite « des chapiteaux historiés » est accessible par trois grandes portes ouvertes dans une façade monumentale, précédée d'un trottoir aménagé sur le decumanus nord. Les portes s'ouvrent sur le portique d'un péristyle bordé de douze colonnes, dont deux bien conservées, surmontées de chapiteaux figurés représentant les bustes d'Hercule, Minerve et Apollon citharède.
La maison dite « de la chasse » est ouverte par une porte donnant sur une courette allongée et prolongée par un couloir conduisant lui-même à une cour pavée de marbre en opus sectile polychrome, entouré d'un péristyle avec des colonnes de remploi. Les portiques du péristyle étaient couvertes par des mosaïques représentant des scènes de chasse conservées au musée local : le départ à la chasse, des oiseleurs, la chasse aux cerfs et le retour de la chasse.

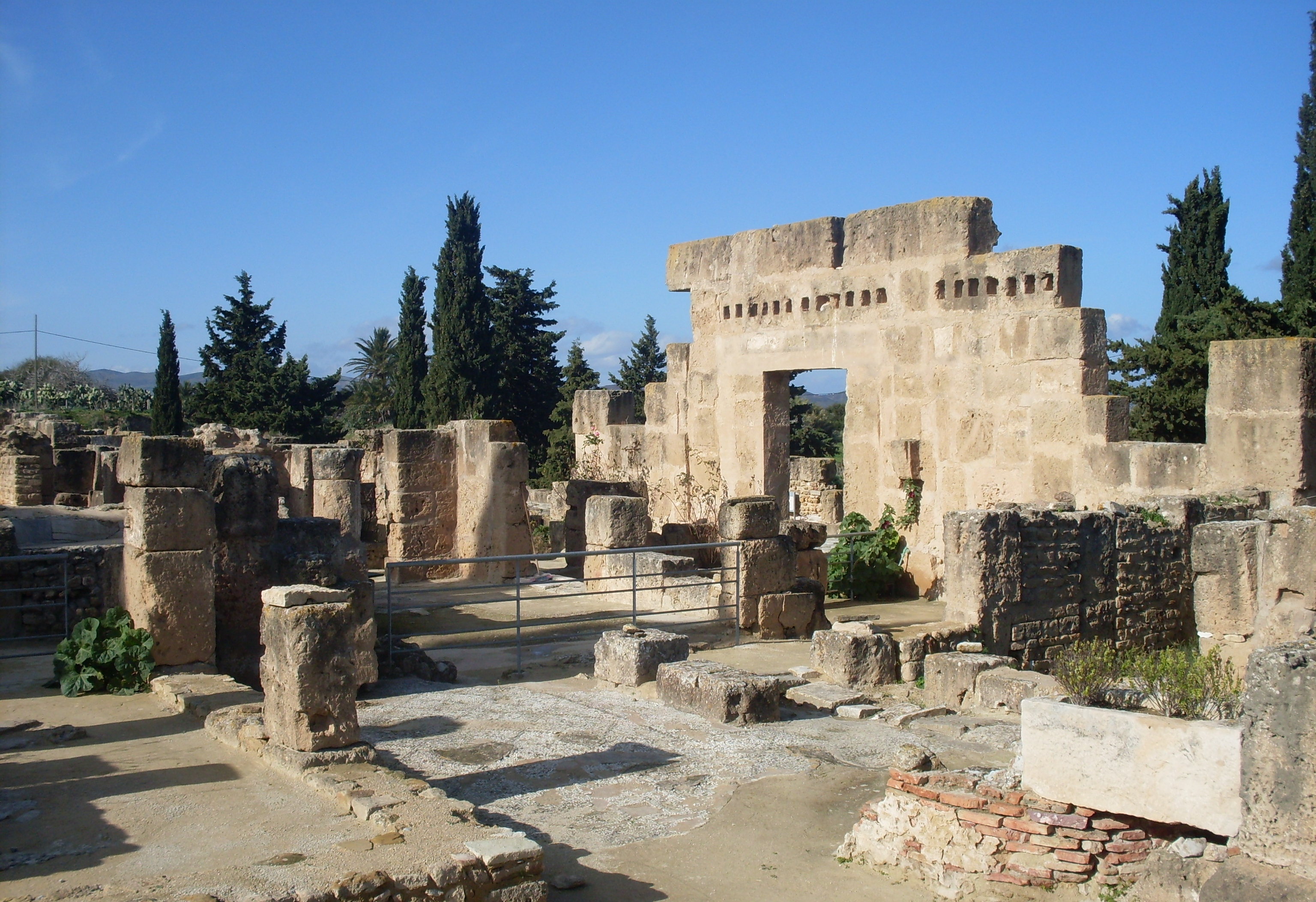
Façade monumentale.

La maison dite « du trésor » est organisée autour d'un péristyle accueillant un bassin demi-circulaire pavé d'une mosaïque polychrome à écaille fouillée en 1957. Un dépôt de monnaie a été découvert par Paul-Albert Février, d'où son nom.
Un espace quadrangulaire, de 50 mètres sur 110, a été identifié comme le forum novum d'Utique au regard de la présence de plusieurs statues et objets épigraphiques ainsi que d'une rangée de boutiques bordées par un large passage, dallé auparavant par du marbre blanc de Proconnèse.
Les vestiges d'un temple, très probablement dédié à Jupiter, se situe à l'ouest du passage dallé du forum. D'autres monuments qui ont été révélés, mais pas encore bien dégagés ou mal conservés, peuvent être identifiés sur le site, dont les grandes thermes, les théâtres, le cirque et l'amphithéâtre.

## Musée

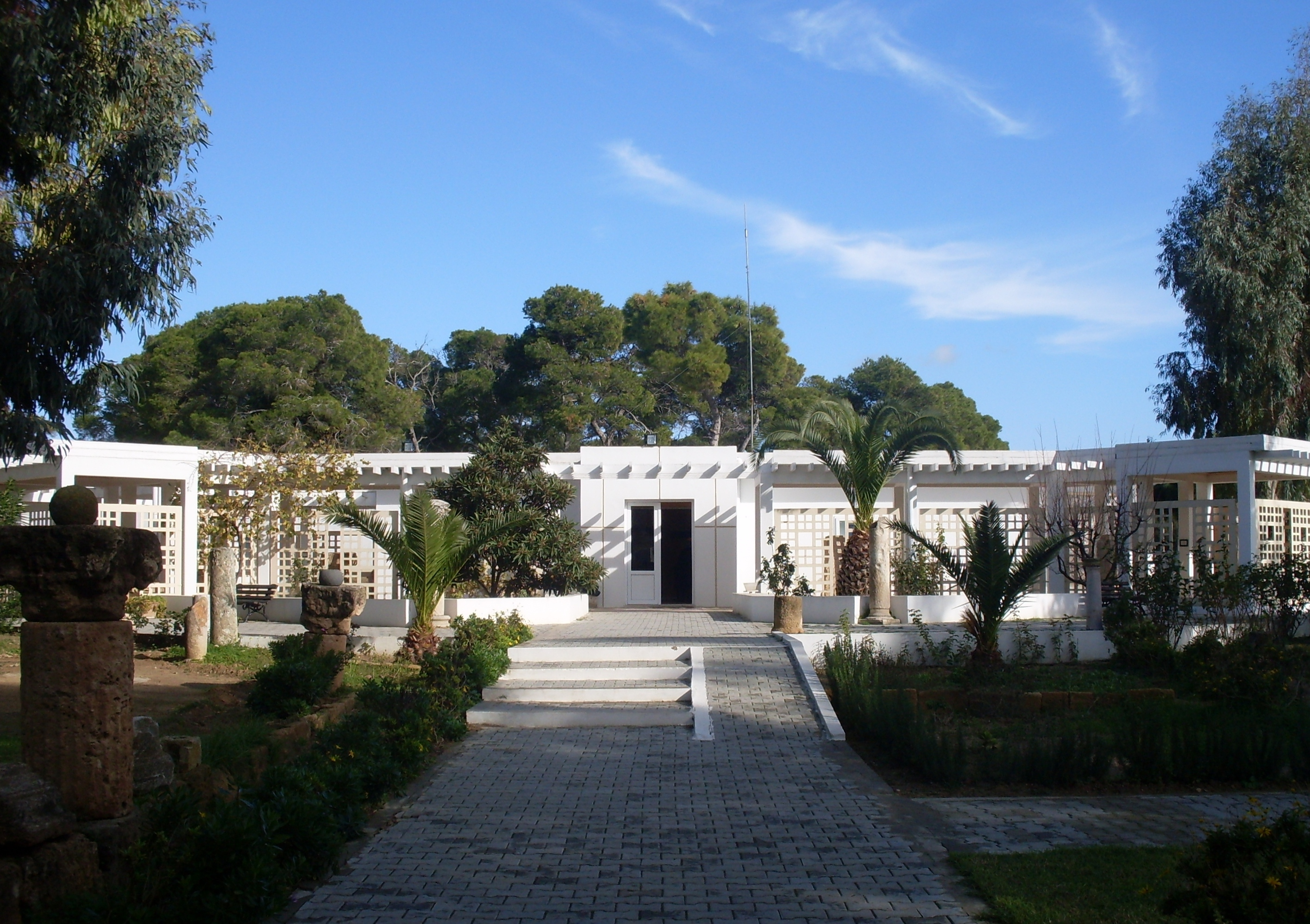
Entrée du musée national d'Utique.

Le musée national d'Utique, inauguré en 1990, renferme une collection d'éléments datant des époques puniques et romaines et recueillis à la suite des différentes fouilles du site archéologique.

### Époque punique
La collection punique comporte en majorité du mobilier funéraire retrouvé dans les tombeaux des nécropoles puniques :
- stèles funéraires avec une représentation du défunt en attitude de prière ;
- petits sarcophages en calcaire contenant les cendres de la personne décédée ;
- vases en terre cuite de plusieurs formes, dont des amphorettes et un lécythe attique d'origine grecque avec des figures en noir représentant Achille, ainsi que d'autres vases en engobe rouge d'origine punique ;
- bijoux dont des scarabées en cornaline, représentant Pégase, et en cristal, représentant un archer en position de tir, une bague en or représentant Ba'al Hammon assis sur son trône en forme de sphinx, plusieurs colliers composés de perles et des amulettes représentant des divinités égyptiennes ;
- collection de lampes puniques, de la forme la plus ancienne en coquille ouverte à la plus moderne de forme repliée ou fermée ;
- objets en os, en ivoire dont une boîte à bijoux et un peigne, ou en coquille d'œufs d'autruche sur lesquels sont peints des traits humains ;
- rasoir gravé sur ses deux facettes, représentant l'un Hercule et le taureau et l'autre Scylla ;
- amphores commerciales présentées selon un ordre chronologique de la forme la plus renflée à celle la plus cylindrique ;
- collection d'objets en terre cuite retrouvés dans des tombeaux romains dont un bol à parois fines importé, des fioles (unguntaria) et plusieurs statuettes dont une licorne unicorne.

### Époque romaine
La collection romaine comporte des objets extraits de monuments publics, de maisons et de nécropoles romaines :
- cinq panneaux de mosaïques représentant des scènes de chasse issus d'une demeure privée ;
- autels dédiés à la déesse Cybèle et à l'empereur Auguste (INVICTO AVGVST SACRVM) ;
- base de statue dédiée à Sulpicia Dymiana (proche de l'empereur Regalianus) ;
- architrave dédiée à l'empereur Claude divinisé (DIVO CLAVD) ;
- statues en marbre représentant le dieu Esculape, un Satyre musicien, un enfant en toge, Hercule avec ses attributs et Ariane endormie.

## Diocèse in partibus
Utique a été érigé en diocèse au IIIe siècle, mais ne l'est plus de nos jours. Son nom est cependant utilisé comme diocèse in partibus d'un évêque chargé d'une autre mission que la conduite d'un diocèse contemporain.
Voici la liste partielle des évêques titulaires de ce diocèse in partibus :
| Début            | Fin              | Nat.                                                                 | Nom                              | Fonction exercée                                        |
| ---------------- | ---------------- | -------------------------------------------------------------------- | -------------------------------- | ------------------------------------------------------- |
| 4 juillet 1516   | ?                | Espagne                                                              | Pedro del Campo                  | Évêque auxiliaire de Tolède                             |
| 3 juin 1517      | ?                | Espagne                                                              | Pedro Carmelet                   | Évêque auxiliaire de Saragosse                          |
| 5 mai 1518       | 1530 ou 1531     | République démocratique du Congo, République du Congo, Gabon, Angola | Henrique                         | Évêque auxiliaire de Funchal                            |
| 1544 ?           | 5 janvier 1563   | Espagne                                                              | Domingo Romeo                    | Évêque auxiliaire de Gérone                             |
| 22 mars 1564     | 1590             | Espagne                                                              | Antonio García de Valtorres (es) | Évêque auxiliaire de Saragosse                          |
| 1591             | 23 mai 1594      | Espagne                                                              | Malaquías Asso                   | Évêque auxiliaire de Saragosse                          |
| 23 octobre 1606  | 1617             | Espagne                                                              | Francisco Ugarte                 | Évêque auxiliaire de Saragosse                          |
| 5 mars 1618      | 30 août 1627     | Espagne                                                              | García Gil Manrique (en)         | Évêque auxiliaire de Cuenca                             |
| 20 août 1629     | 28 février 1630  | Espagne                                                              | Alonso Godina (en)               | Évêque auxiliaire de Séville                            |
| 29 avril 1680    | 11 février 1694  | Allemagne                                                            | Johann von Gudenus               | Évêque auxiliaire de Mayence                            |
| 1719             | 1722             | Pologne                                                              | Stanislas Hosius                 | Évêque auxiliaire de Przemyśl                           |
| 4 mai 1739       | 20 mars 1752     | Espagne                                                              | Juan Rodríguez Castañón          | Évêque auxiliaire de Saragosse                          |
| 14 janvier 1887  | 16 mai 1888      | France                                                               | Jean Charbonnier                 | Vicaire apostolique de Tanganyika (Tanzanie)            |
| 15 juin 1888     | 21 octobre 1890  | France                                                               | Léonce Bridoux                   | Vicaire apostolique de Tanganyika (Tanzanie)            |
| 19 juin 1891     | 30 novembre 1917 | France                                                               | Adolphe Le Chaptois              | Vicaire apostolique de Tanganyika (Tanzanie)            |
| 8 juillet 1921   | 19 décembre 1939 | France                                                               | Émile Sauvant                    | Vicaire apostolique de Bamako (Mali)                    |
| 13 novembre 1943 | 7 septembre 1945 | Italie                                                               | Giuseppe Stella (it)             | Évêque auxiliaire                                       |
| 7 juin 1947      | 29 octobre 1953  | France                                                               | Maurice Perrin                   | Évêque auxiliaire de Carthage (Tunisie)                 |
| 25 mars 1954     | 2 juillet 1954   | Italie                                                               | Giuseppe Garneri (it)            | Évêque auxiliaire de Suse                               |
| 27 novembre 1954 | 6 février 1963   | Italie                                                               | Oronzo Caldarola (it)            | Évêque émérite de Diano-Teggiano                        |
| 11 février 1963  | 26 mai 1978      | Italie                                                               | Guido Maria Casullo (it)         | Évêque auxiliaire de Pinheiro (Brésil)                  |
| 11 décembre 1978 | 15 mai 1985      | France                                                               | Jean Sahuquet                    | Évêque auxiliaire de Bayonne                            |
| 9 septembre 1985 | 11 février 2014  | France                                                               | Léon Hégelé                      | Évêque auxiliaire de Strasbourg                         |
| 10 janvier 2015  | 17 novembre 2022 | Italie                                                               | Nicolò Anselmi (it)              | Évêque auxiliaire de Gênes                              |
| 29 juillet 2024  |                  | France                                                               | Philippe Curbelié                | Sous-secrétaire du Dicastère pour la Doctrine de la foi |

## Représentations dans les arts
Le roman français de Gustave Flaubert Salammbô, paru en 1862, s'inspire de la guerre des Mercenaires qui oppose la cité nord-africaine de Carthage aux mercenaires qu'elle n'avait pas payés après leurs services durant la première guerre punique contre Rome. Flaubert met en scène, entre autres, le siège d'Utique par les mercenaires.